# Neortholomus jamaicensis
Neortholomus jamaicensis är en insektsart som först beskrevs av William Sweetland Dallas 1852.  Neortholomus jamaicensis ingår i släktet Neortholomus och familjen fröskinnbaggar. Inga underarter finns listade i Catalogue of Life.